# Депо-Одеса-Сортувальна
Депо́-Оде́са-Сортува́льна — пасажирський залізничний зупинний пункт Одеської дирекції Одеської залізниці на електрифікованій лінії Колосівка — Одеса-Головна між станціями Одеса-Сортувальна (2 км) та Одеса-Пересип (2 км). Розташований у Пересипському районі міста Одеси між вулицями Сортувальна та 2-ю Сортувальною.

## Локомотивне депо
На вулиці 2-а Сортувальна, 4 розташоване локомотивне депо Одеса-Сортувальна.

## Пасажирське сполучення
На зупинному пункті Депо-Одеса-Сортувальна зупиняються приміські електропоїзди лише у парному напрямку від станції Одеса-Головна до станцій Колосівка (4 рейси на день), Помічна (1 рейс на день).
У непарному напрямку до станції Одеса-Головна — приміські електропоїзди не зупиняються.